# Wilhelm Johannes Vierling

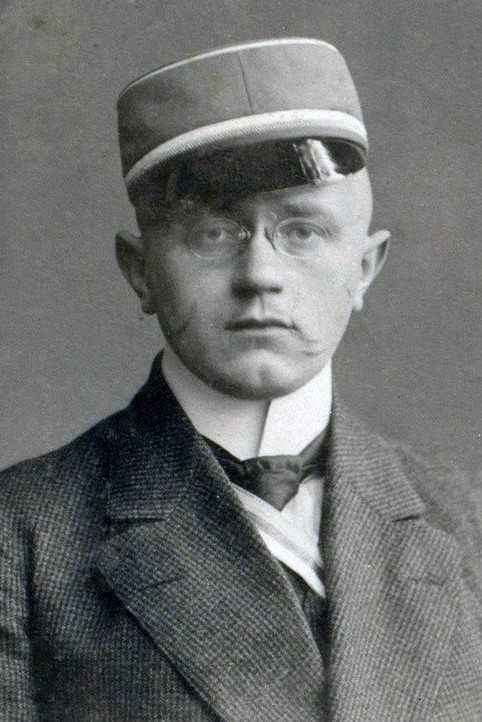
Vierling als aktiver Corpsstudent (1909)

Wilhelm Johannes Vierling (* 12. September 1889 in Nossen; † 22. September 1956 in Leipzig) war ein deutscher Jurist und von April bis Juli 1945 Oberbürgermeister der Stadt Leipzig.

## Werdegang
Johannes Vierling war der Sohn des Wahrener Pfarrers Wilhelm Vierling. Nach dem Abitur am König-Albert-Gymnasium nahm Vierling ein Studium der Rechtswissenschaft an der Universität Leipzig auf. 1908 wurde er Mitglied des Corps Budissa. 1913 wurde er in Leipzig zum Dr. iur. promoviert. Nach der Großen Juristischen Staatsprüfung war Vierling als Rechtsanwalt und Notar tätig. In der Weimarer Republik war er Mitglied der Deutschnationalen Volkspartei. Er war Vorstand der Anwaltskammer. 
Unmittelbar nach der Einnahme Leipzigs durch die US-Armee am 18. April 1945 wurde Vierling vom Stadtkommandanten Major Eaton als Bürgermeister des Stadtkreises eingesetzt. In den darauf folgenden Monaten begann er mit dem Aufbau einer neuen Stadtverwaltung. Von Seiten der Leipziger Kommunisten regte sich Widerstand gegen die Berufung des deutschnationalen Vierling. So wurde etwa Ende Juni 1945 auf Flugblättern sein Rücktritt gefordert. Nach der Übernahme Leipzigs durch die Rote Armee Anfang Juli 1945 wurde Vierling vom neuen Militärbefehlshaber der Stadt, Generalleutnant Nikolai Iwanowitsch Trufanow, mit Wirkung zum 16. Juli 1945 abberufen und Erich Zeigner ins Amt des Oberbürgermeisters eingesetzt.
Nach seiner Abberufung war Vierling zunächst noch einige Zeit als Rechtsberater in der Leipziger Stadtverwaltung tätig. Anschließend arbeitete er bis 1956 als Rechtsanwalt. Seine Bestellung zum Notar sollte nach Beschluss der Entnazifizierungskommission des Landes Sachsen vom 30. Januar 1947 zurückgenommen werden. In langwierigen Verhandlungen konnte Vierling das jedoch verhindern und weiter als Notar tätig sein.